# Amata basirufa
Amata basirufa là một loài bướm đêm thuộc phân họ Arctiinae, họ Erebidae.